# Xã Primrose, Quận Steele, Bắc Dakota
Xã Primrose (tiếng Anh: Primrose Township) là một xã thuộc quận Steele, tiểu bang Bắc Dakota, Hoa Kỳ. Năm 2010, dân số của xã này là 73 người.